# Mittelprendensee
Der Mittelprendensee ist ein 31 Hektar großer Binnensee, der in einer eiszeitlichen Schmelzwasserrinne entstanden ist. Verwaltungsmäßig gehört er zur Gemeinde Wandlitz, Ortsteil Prenden.

## Lage, Fauna und Flora
Der Mittelprendensee (MPS) im Wandlitz-Biesenthal-Prendener Seengebiet liegt im Naturschutzgebiet Mergelluch inmitten des Naturparks Barnim. Das Pregnitzfließ bildet den Zu- und Abfluss des Sees. Darüber besteht eine Verbindung mit dem Eiserbuder See (nordöstlich) und dem Bauersee (südwestlich). Größere Orte im Umkreis von je etwa vier Kilometer sind Prenden, Sophienstädt (nordöstlich) sowie Biesenthal und die Ortsteile Ruhlsdorf, Lanke und Schönfeld.
Der Fischreichtum des Sees – Aale, Echte Barsche, Hechte, Karpfen, Rotaugen, Zander – macht ihn bei Anglern sehr beliebt. In früheren Jahrzehnten soll der See zur Zucht von Karpfen genutzt worden sein, von denen sich noch einige Exemplare erhalten haben. Die in Brandenburg weit verbreiteten Wildenten, Haubentaucher und Blesshühner leben im Röhricht des Sees und finden hier ausreichend Nahrung. Unzählige Insekten beleben den Seenrand und den Wald.
Der See ist komplett von Wald umgeben ohne jegliche ufernahe Bebauung. Vorherrschend sind Kiefern, daneben finden sich Erlen, Eichen, Buchen und Gebüsch. In den Flachwasserbereichen haben sich Schilfrohr, teilweise Binsen und Rohrkolben sowie Schwimmblattpflanzen wie Teich- und Seerosen angesiedelt.

## Nutzung
Aufgrund der Lage und der guten Verkehrsanbindung (Bahnstation Biesenthal) oder über die Bundesautobahn 10 (Abfahrt Lanke) wird am Ufer ein naturbelassener, familienfreundlicher Campingplatz mit bis zu 100 Stellplätzen betrieben. Ein Besucher des Sees verweist wegen der offiziell genehmigten FKK an einem Strandabschnitt und auf dem Campingplatz auf mögliche sexuelle Belästigungen in der Nähe.
Das Wasser des Sees ist sauber, weswegen er gleichzeitig als Badesee ausgewiesen und saisonal von der DLRG beaufsichtigt wird. Liegewiesen, eine Wasserrutsche, ein Grillplatz und Beachvolleyballfelder gehören zu den Freizeitangeboten.
Der MPS ist auch Teil ausgedehnter Wanderrouten. Unter der Nummer 1423 ist der See als Angelgewässer registriert.